# Hormazd I
Hormazd I var en persisk kung av den sassanidiska dynastin. Han regerade mellan 272 och 273.